# Vatnsnesfjall
Vatnsnesfjall är ett berg i republiken Island. Det ligger i regionen Norðurland vestra, 160 km norr om huvudstaden Reykjavík. Toppen på Vatnsnesfjall är 906 meter över havet.
Trakten runt Vatnsnesfjall är nära nog obefolkad, med mindre än två invånare per kvadratkilometer. Närmaste större samhälle är Hvammstangi, nära Vatnsnesfjall. Trakten runt Vatnsnesfjall består i huvudsak av gräsmarker.